# Cindy Chupack

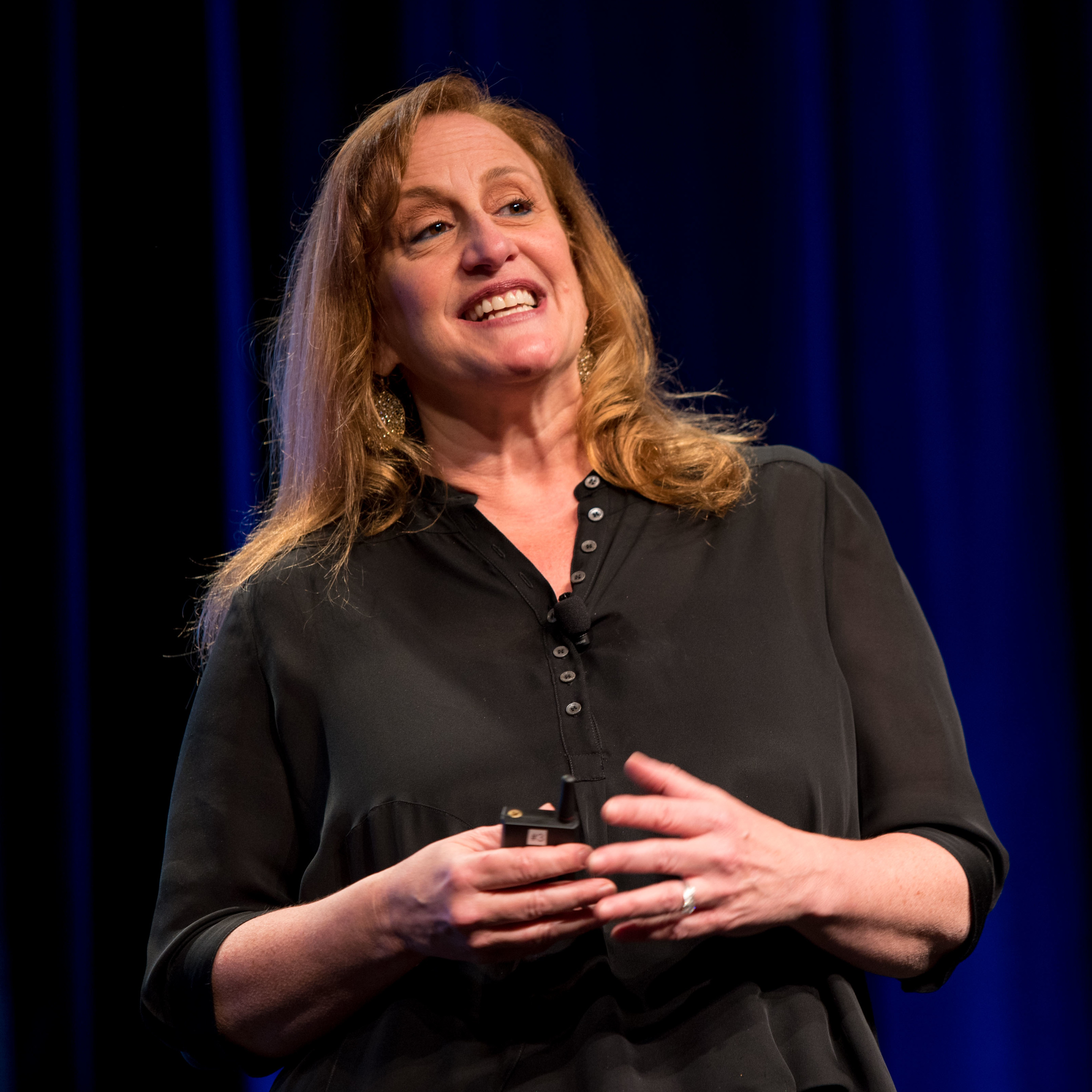
Cindy Chupack (2017)

Cindy Chupack (* 27. Mai 1965 in Tulsa, Oklahoma) ist eine US-amerikanische Drehbuchautorin und Fernsehproduzentin. Sie schreibt außerdem regelmäßig Essays und Kolumnen.

## Leben
Chupack wuchs in Tulsa, Oklahoma auf. Sie studierte Journalismus an der Northwestern University und schloss mit Diplom an. Danach zog sie nach New York City, wo sie für eine Werbeagentur arbeitete. Ihr erstes Essay erschien 1990 im Magazin New York Woman. Das Essay war der Startschuss für ihre Fernsehkarriere. Sie begann an mehreren Comedy-Fernsehserien für ABC und CBS als Drehbuchautorin und Produzentin mitzuwirken. Nach zwei Staffeln für Alle lieben Raymond folgte ein Engagement bei HBOs Sex and the City. Nebenbei schrieb sie weiterhin Essays, unter anderem für Glamour, Harper’s Bazaar und Slate. 2003 erschien eine Sammlung ihrer Essays unter dem Titel The Between Boyfriends Book (deutsch: ZwischenJungs, 2004). 2011 startete auf NBC die von ihr kreierte Fernsehserie Love Bites über zwei Single-Frauen, die jedoch nach nur einer Staffel eingestellt wurde.
Zurzeit schreibt Chupack für die Fernsehserie Modern Family auf ABC.
Für ihre Arbeit an Sex and the City wurde sie mit drei Golden Globes und einem Emmy ausgezeichnet.
Cindy Chupack lebt zusammen mit ihrem Ehemann in Los Angeles. Sie unterstützt die Wohltätigkeitsorganisation Stand Up to Cancer.

## Werke
- ZwischenJungs – eine Sammlung vorsichtig optimistischer Glossen. Übersetzt von Ursula C. Sturm. Berlin: Ullstein Verlag 2004. ISBN 3-548-25840-9

## Filmografie  (Auswahl)
- 1993–1995: Die Super-Mamis (The Mommies)
- 1995–1997: Mit Herz und Scherz (Coach)
- 1997–2000: Alle lieben Raymond (Everybody Loves Raymond)
- 1999–2004: Sex and the City
- 2006–2007: Men in Trees
- 2011: Love Bites
- 2011–2012: Modern Family